# Lasionycta ochracea
Lasionycta ochracea là một loài bướm đêm trong họ Noctuidae.